# یواس‌اس شور (اس‌پی-۷۸۲)
یواس‌اس شور (اس‌پی-۷۸۲) (به انگلیسی: USS Shur (SP-782)) یک کشتی بود که طول آن ۷۸ فوت ۸ اینچ (۲۳٫۹۸ متر) بود. این کشتی در سال ۱۹۰۶ ساخته شد.